# Rolls-Royce Múzeum
A Rolls-Royce Múzeum egy privát autómúzeum az ausztriai Dornbirn város közelében, ahol több, mint 70 Rolls-Royce személyautó van kiállítva. A háromszintes épületben két szinten állnak a főleg 1920 és 1940 között gyártott autók, a legfelső emeleten több száz eredeti alkatrész és egy étterem és kávézó található. A múzeum a nyilvánosság előtt 1999-ben nyílt meg.
A múzeum rendelkezik a világ legnagyobb Rolls-Royce autógyűjteményével.
Dornbirn városból a 7-es városi autóbusszal közelíthető meg. Mellette található a Krippen múzeum.

## Képek

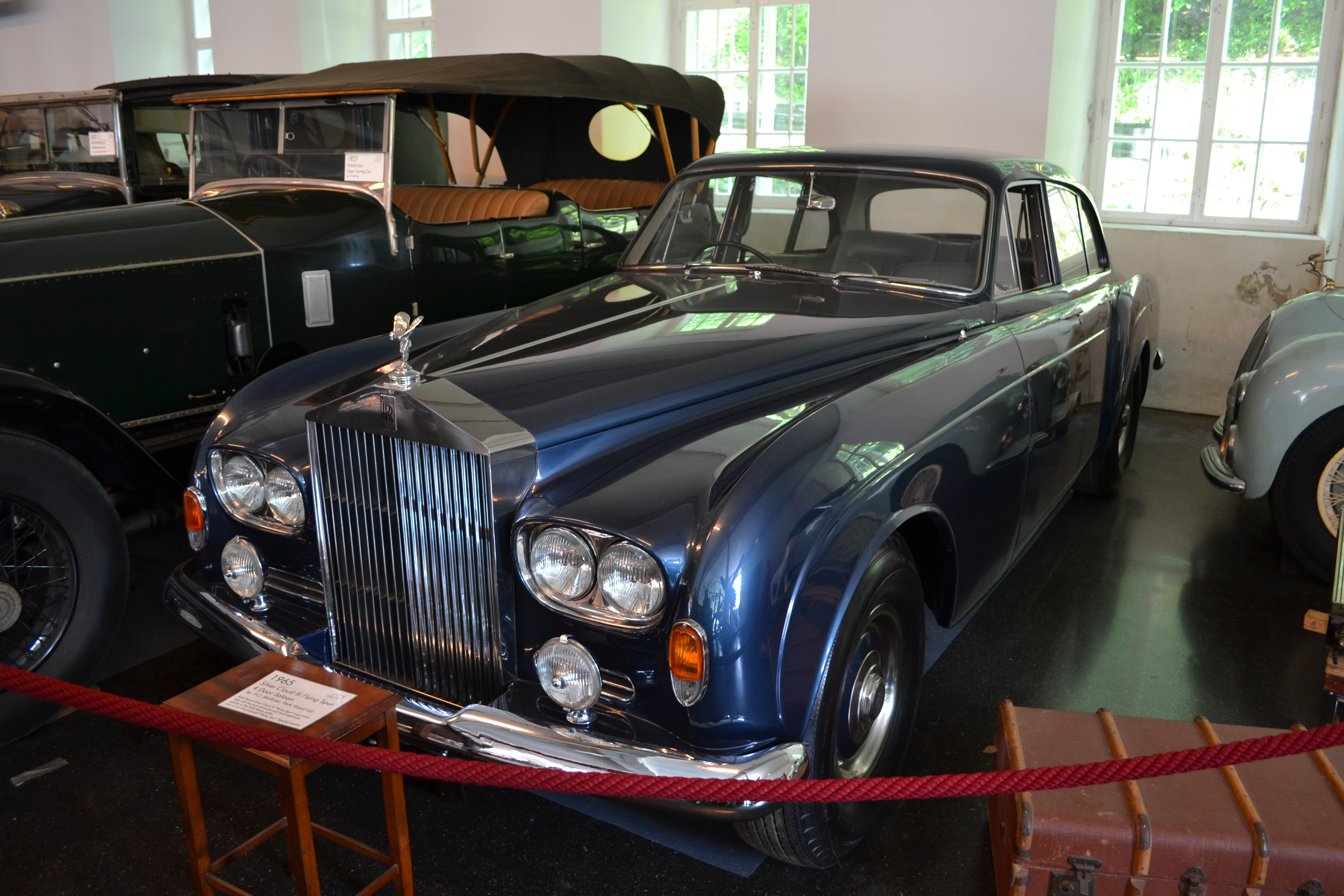
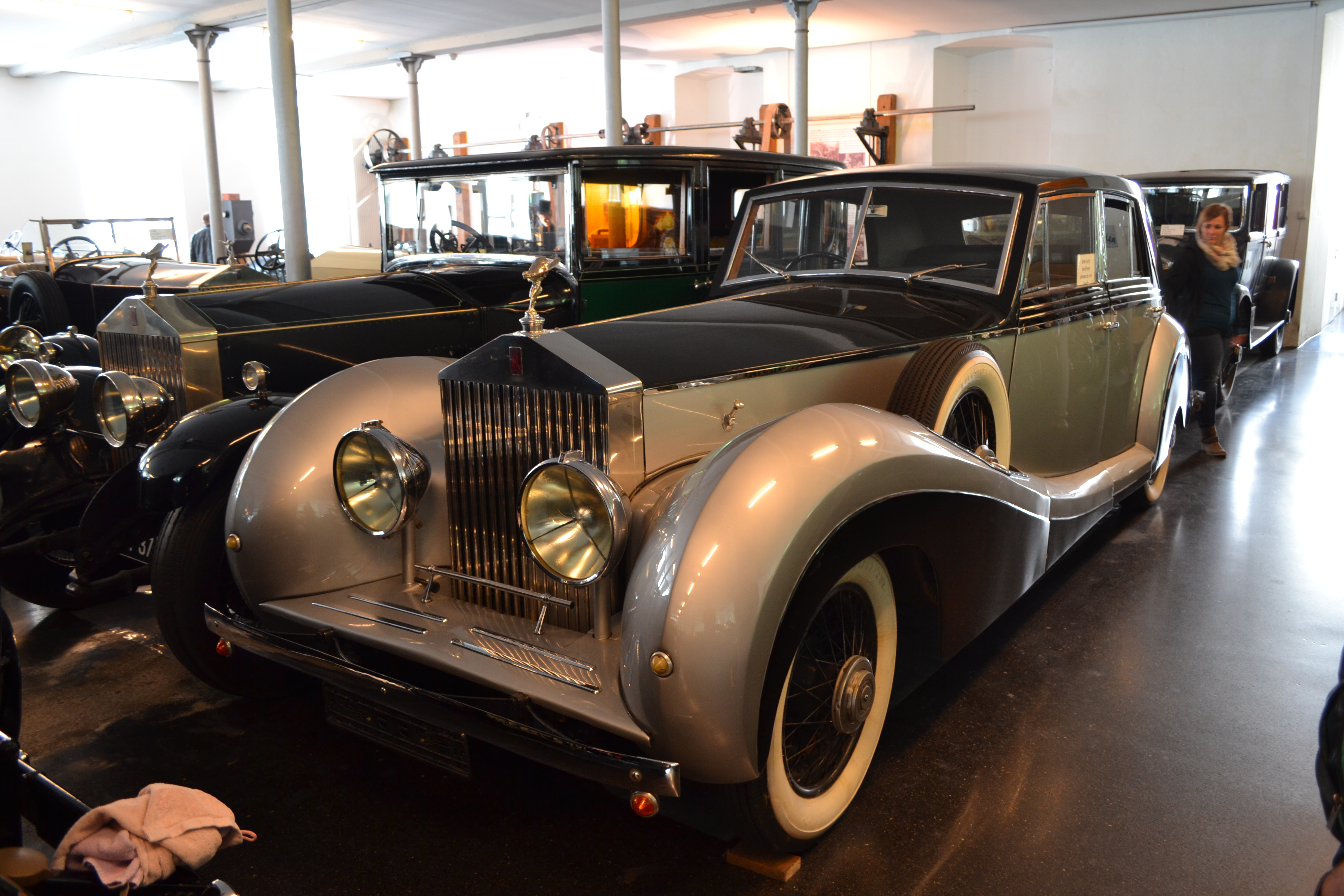
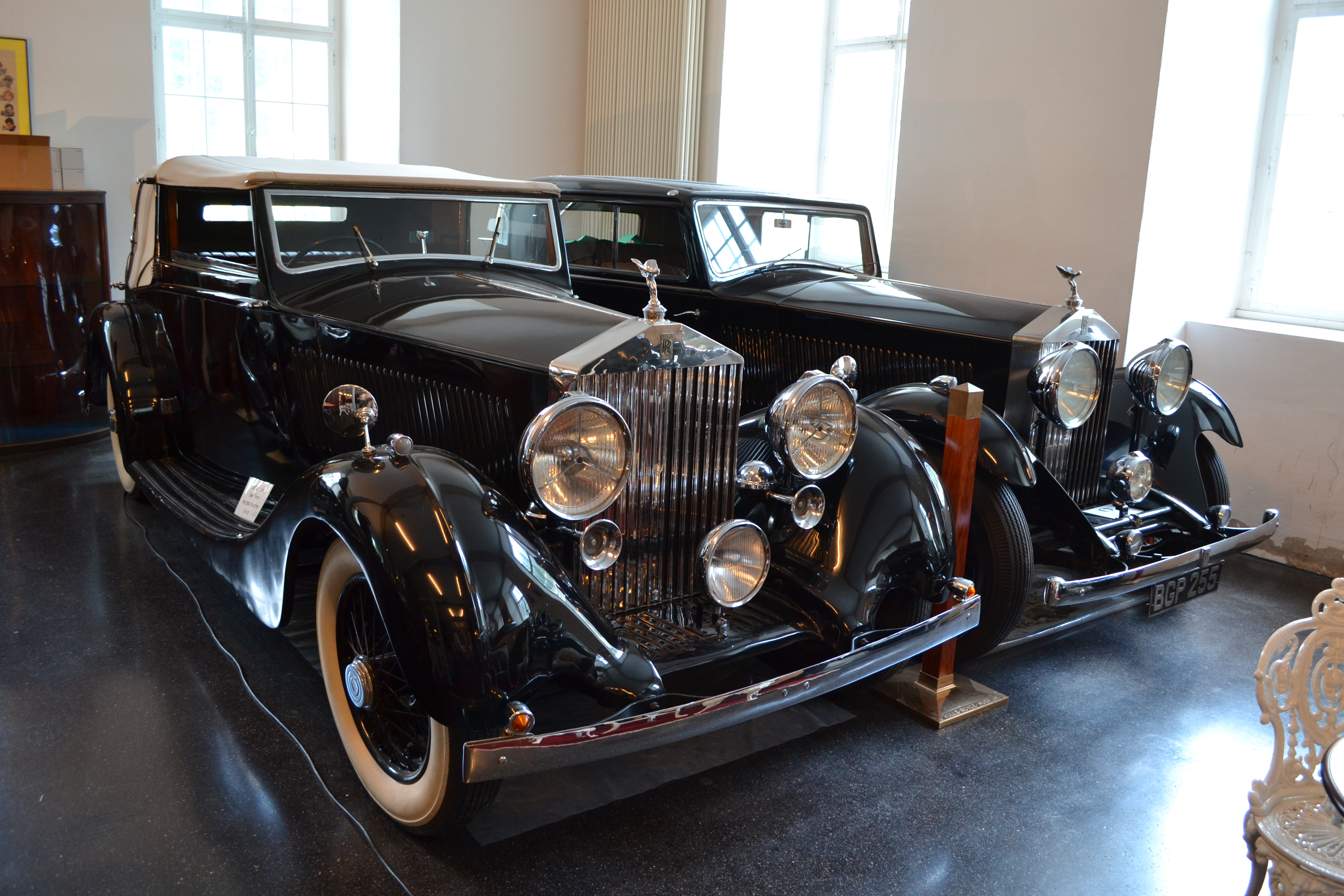
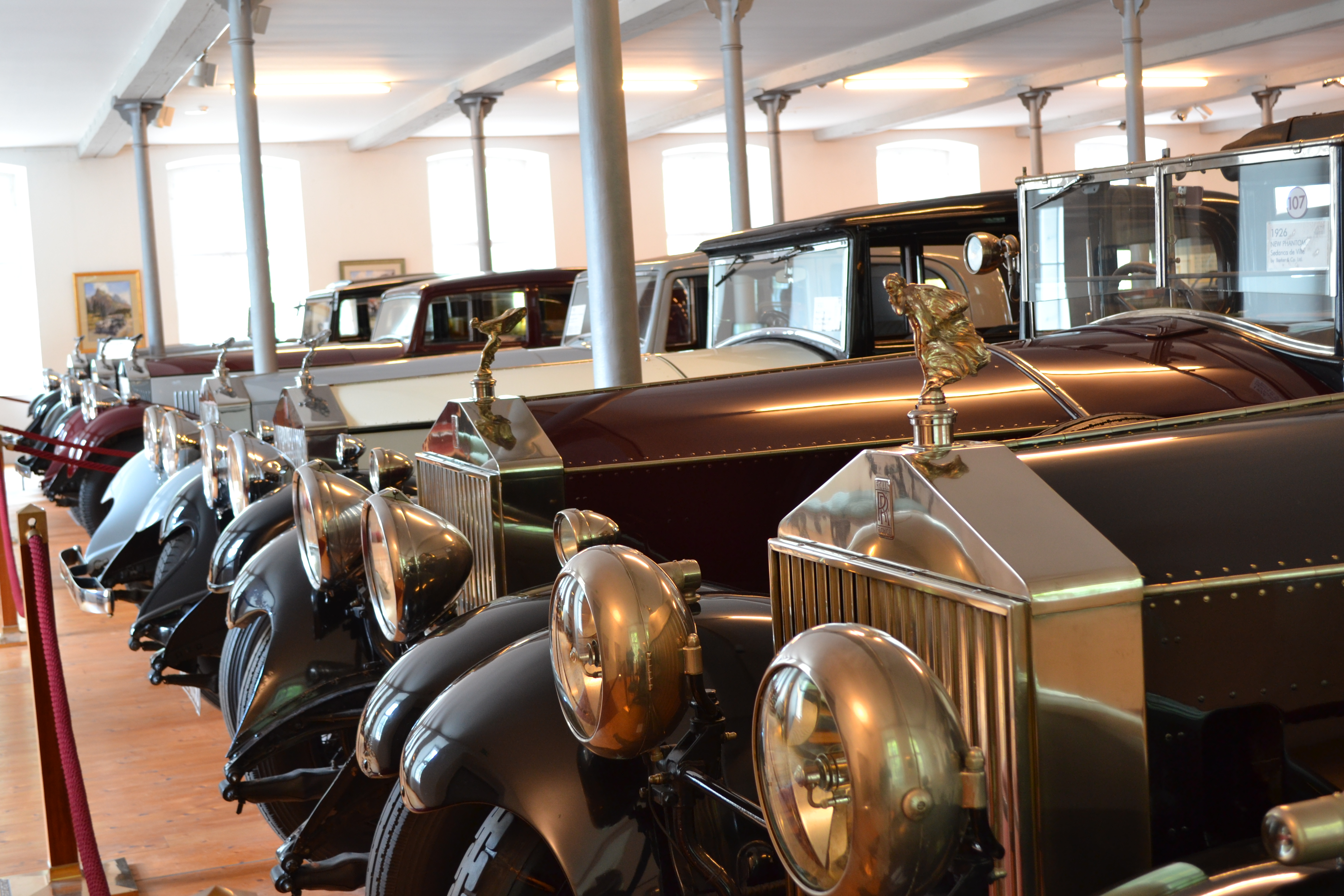
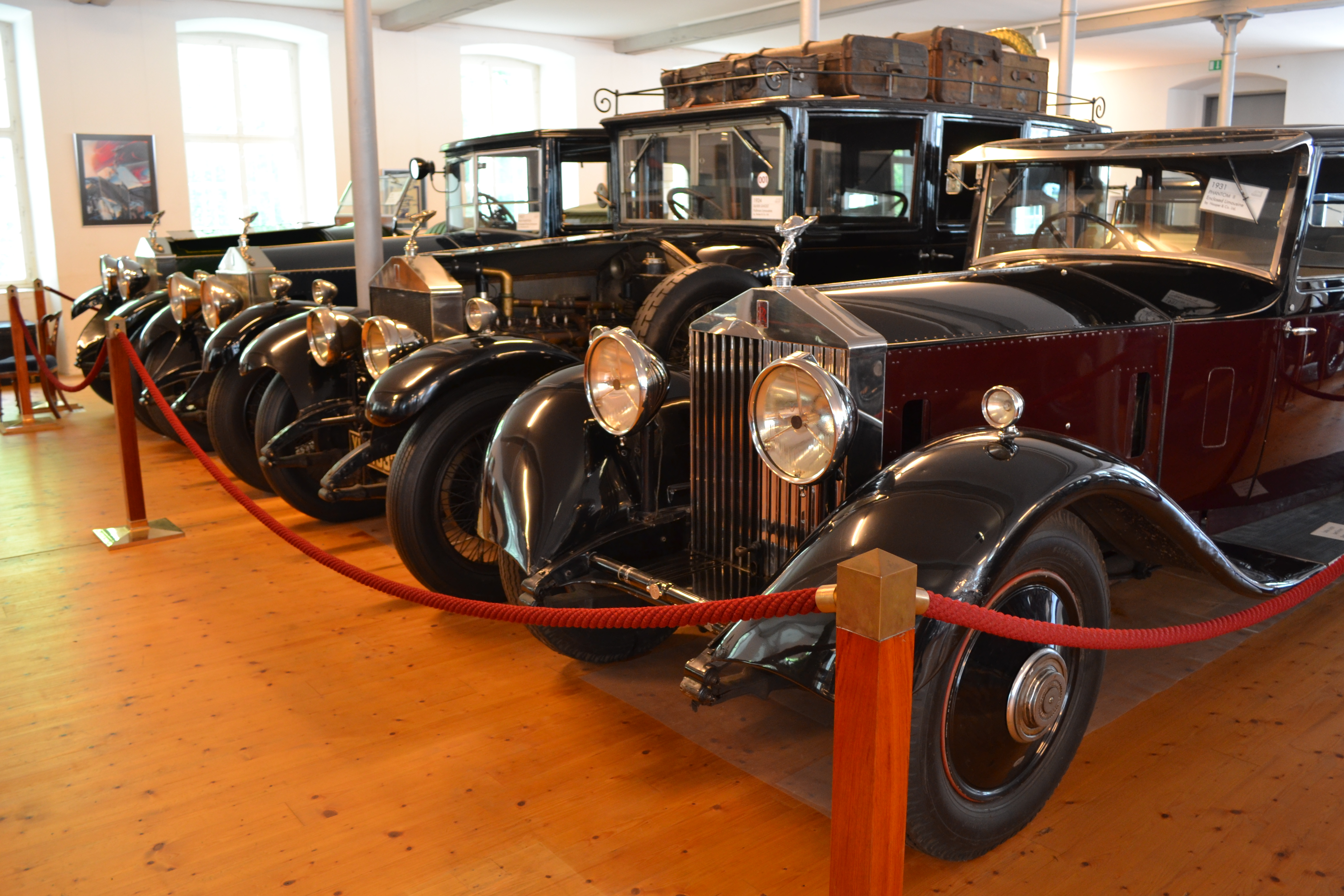
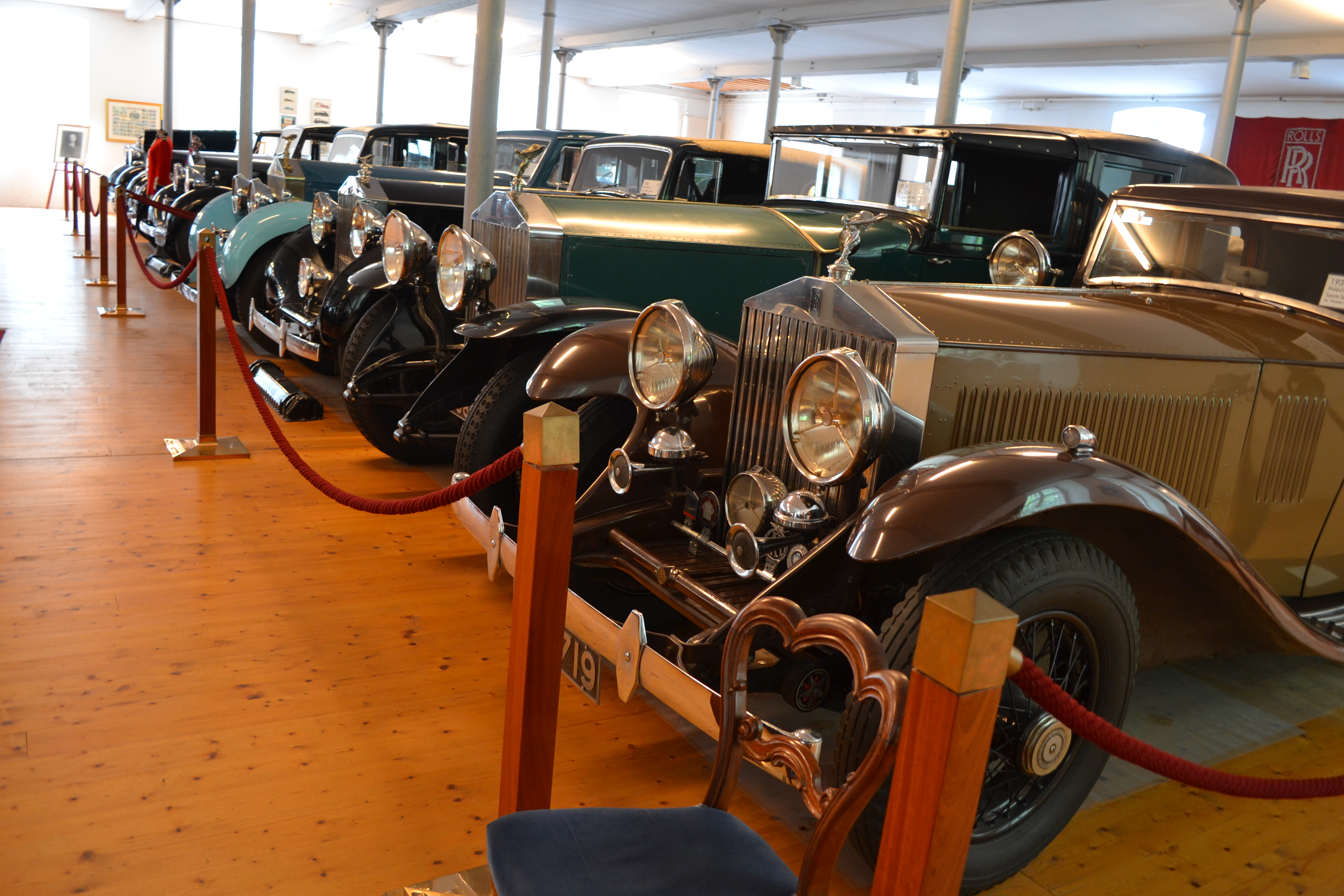